# Černá Hora (district de Blansko)
Černá Hora (en allemand : Schwarzenberg) est un bourg (městys) du district de Blansko, dans la région de Moravie-du-Sud, en République tchèque. Sa population s'élevait à 2 141 habitants en 2024.

## Géographie
Černá Hora se trouve à 8 km au nord-ouest de Blansko, à 25 km au nord de Brno et à 171 km à l'est-sud-est de Prague.

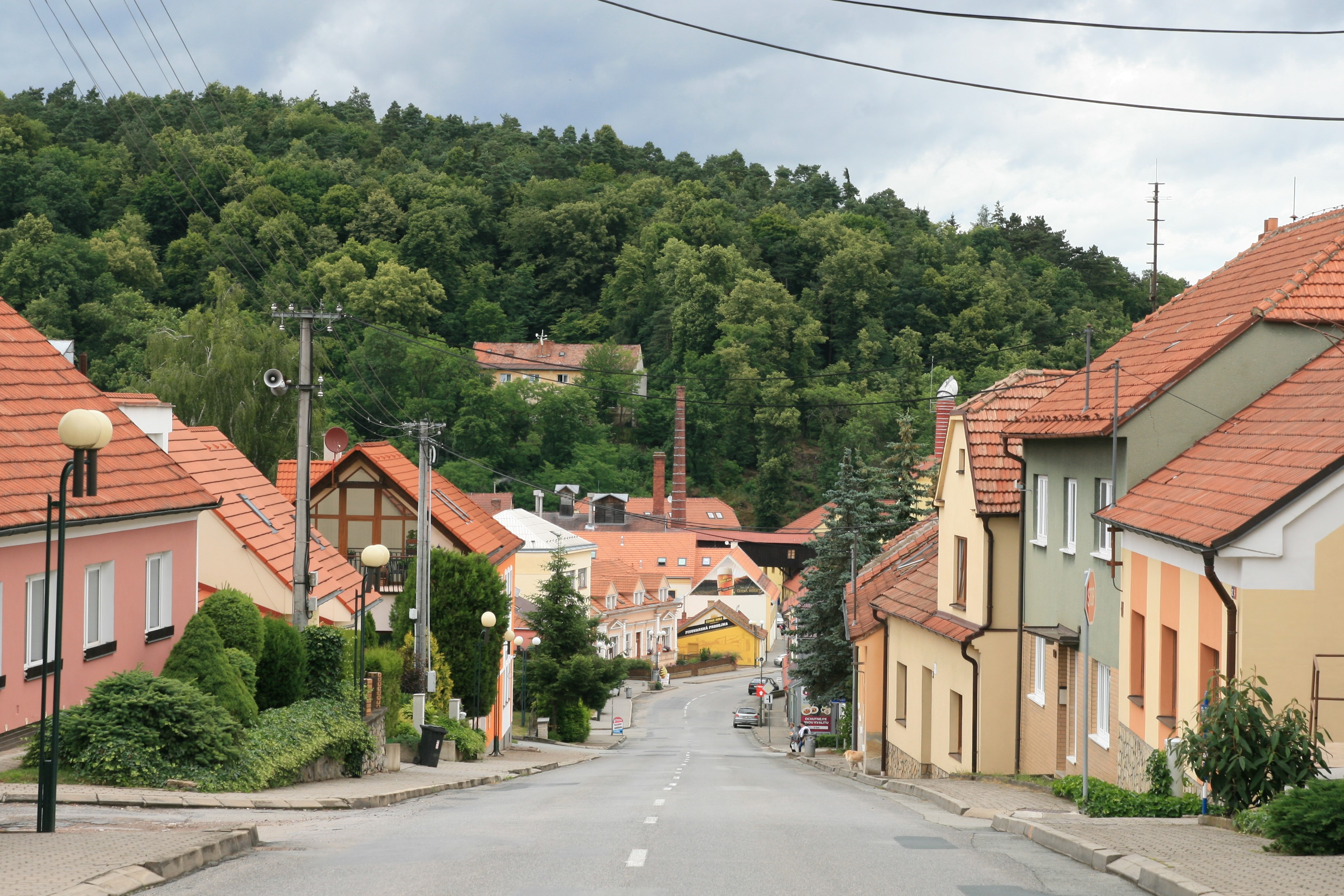
Černá Hora : rue principale..

La commune est limitée par Býkovice et Bořitov au nord, par Rájec-Jestřebí et Spešov à l'est, par Blansko au sud-est, par Lipůvka, Závist et Milonice au sud, et par Újezd u Černé Hory, Malá Lhota et Žernovník à l'ouest.

## Histoire
La première mention écrite de la localité date de 1281.

## Transports
Par la route, Černá Hora se trouve à 10 km de Blansko, à 27,5 km de Brno et à 208 km de Prague.